# Чертов, Олег Викторович
Оле́г Ви́кторович Чертов (род. 31 мая 1975, Ростов-на-Дону) — российский гребец-байдарочник, выступал за сборную России во второй половине 1990-х — первой половине 2000-х годов. Дважды бронзовый призёр чемпионата Европы, многократный победитель этапов Кубка мира, чемпион национальных и молодёжных регат. На соревнованиях параллельным зачётом представлял Ростовскую и Псковскую области, мастер спорта международного класса. Также известен как тренер и спортивный функционер.

## Биография
Олег Чертов родился 31 мая 1975 года в Ростове-на-Дону. Учился в средних общеобразовательных школах № 50, 52 и 99. Активно заниматься греблей на байдарке начал в возрасте 11 лет, проходил подготовку в Ростовском областном училище олимпийского резерва, тренировался под руководством Михаила Мишечкина.
Первого серьёзного успеха добился в 1996 году, когда в двойке с Романом Зарубиным стал чемпионом России на дистанции 200 метров. Год спустя на той же дистанции был третьим в двойках и четвёрках. Впоследствии становился чемпионом всероссийского первенства на двухстах метрах ещё дважды, в 2002 и 2003 годах, но уже в одиночках.
На международном уровне Чертов впервые заявил о себе в сезоне 2004 года, когда попал в основной состав российской национальной сборной и благодаря череде удачных выступлений удостоился права защищать честь страны на чемпионате Европы в польской Познани. С четырёхместными экипажами, куда также вошли гребцы Роман Зарубин, Александр Иваник, Анатолий Голиков, Степан Шевчук, Сергей Хованский и Андрей Тиссин, выиграл бронзовые медали в гонках на двести и пятьсот метров. За выдающиеся спортивные достижения удостоен почётного звания «Мастер спорта России международного класса».
Имеет два высших образования, в 1999 году окончил Кубанскую государственную академию физической культуры (ныне Кубанский государственный университет физической культуры, спорта и туризма), в 2008 году стал выпускником Южного федерального университета. После завершения карьеры профессионального спортсмена занялся тренерской деятельностью, в настоящее время является  тренером ростовского областного училища олимпийского резерва и вице-президентом ростовской федерации гребли на байдарках и каноэ.